# Kayleigh Green
Kayleigh Green, née le 22 mars 1988, est une footballeuse internationale galloise évoluant au poste d'attaquant.

## Biographie
Avec l'équipe du pays de Galles, elle inscrit un doublé contre le Kazakhstan en avril 2016, lors des éliminatoires du championnat d'Europe. Elle marque ensuite un second doublé en juin 2018, contre la Russie, lors des éliminatoires de la Coupe du monde.